# 扎盧日涅 (洛卡奇區)
50°44′31″N 24°33′31″E / 50.74194°N 24.55861°E
扎盧日涅（烏克蘭語：Залужне），是烏克蘭的村落，位於該國西部沃倫州，由沃洛德米爾區負責管轄，始建於1946年，面積0.92平方公里，海拔高度231米，2001年人口291，人口密度每平方公里315.28人。